# Inocente
Inocente ist ein US-amerikanischer Film von Sean Fine und Andrea Nix Fine aus dem Jahr 2012. Sie erhielten für den Film 2013 einen Oscar als bester Dokumentar-Kurzfilm. Im Mittelpunkt steht ein 15-jähriges Mädchen aus Kalifornien, das trotz Obdachlosigkeit nicht aufhört, ihren Traum zu leben – eine Künstlerin zu sein.

## Entstehung
Der Film wurde zum Teil über die Crowdfunding-Plattform Kickstarter.com finanziert und war der erste crowdfinanzierte Film, der einen Oscar gewann.

## Veröffentlichung
Nach der Nominierung für einen Oscar wurde Inocente zusammen mit den 15 anderen oscarnominierten Kurzfilmen  in ausgewählte Kinos gebracht. Außerdem ist der Film für Gemeinden und Schulen verfügbar. Ergänzt wird das Angebot von begleitenden Kunst-Workshops, die von Shine Global entwickelt wurden, einer Non-Profit-Organisation, die sich mit Filmen für gefährdete Kinder einsetzt.